# Bataille de Slim Buttes
Guerre des Black Hills
Batailles
Guerre des Black Hills :
- Big Horn Expedition (en)
- Powder
- Prairie Dog Creek (en)
- Rosebud Creek
- Little Bighorn
- Warbonnet Creek
- Slim Buttes
- Cedar Creek
- Dull Knife
- Wolf Mountain (en)
- Little Muddy Creek

La bataille de Slim Buttes est livrée les 9 et 10 septembre 1876 dans le nord-ouest des États-Unis pendant la guerre des Black Hills. Elle opposa 800 guerriers sioux Lakotas à 2 000 hommes de l'armée américaine commandés par le général Crook, peu après la défaite du général Custer lors de la bataille de Little Bighorn.

## Déroulement
Après leur victoire à Little Bighorn, les Sioux s'éparpillèrent et pendant deux mois les troupes américaines recherchèrent les Amérindiens sans résultat. Le 1er juillet 1876, le 5e régiment de cavalerie, cantonné au Kansas, sous le commandement du général Wesley Merritt, reçut l'ordre de reconduire les Cheyennes dans leur réserve, avec parmi ses éclaireurs Willam F. Cody, connu plus tard sous le nom de Buffalo Bill.
Les Sioux s'étant volatilisés, le 5 septembre, le général Crook renonça à les poursuivre, revint vers le sud à travers les Black Hills où il espérait trouver des vivres dans les villes minières, sous la pluie. Ses hommes étaient au bord de l'asphyxie par faim et épuisement. Crook envoya 150 hommes et les meilleurs chevaux avec le capitaine Anson Mills, à la recherche de nourriture et de mules à Deadwood.
Près de « Slim Buttes » au nord-est du Dakota du Sud, à 70 miles au nord des Black Hills, ils tombèrent par hasard sur un village sioux de 37 tentes, rassemblant 250 à 300 guerriers, femmes et enfants de Sioux Oglala et Minniconjous.
Les villageois s'éparpillèrent rapidement dans les collines, sous la direction d'American Horse (en), pour se cacher dans une caverne et appelèrent Crazy Horse à leur secours. Le général Crook arriva et posta des sentinelles sur les collines pour observer ce que ferait Crazy Horse. Son armée, en net surnombre, l'emporta et American Horse mourut peu après le combat. La bataille de Slim Buttes fut la première victoire de la cavalerie américaine depuis sa défaite à Little Bighorn. Les Amérindiens Lakotas décidèrent de l'appeler « le combat où nous avons perdu les Black Hills ».

## Sources
- (en) Jerom A. Greene, Slim Buttes, 1876 : an episode of the Great Sioux War, Norman, University of Oklahoma Press, 1982, 192 p. (ISBN 978-0-585-16050-4, OCLC 44958148)
- (en) Gregory Michno, Encyclopedia of Indian Wars : Western Battles and Skirmishes, 1850-1890, Missoula, Mountain Press Publishing, 2003, 439 p. (ISBN 978-0-87842-468-9, OCLC 52216115, présentation en ligne)
- Jean Pictet, L'épopée des Peaux-Rouges, Monaco, Éditions du Rocher, 1994, 823 p. (ISBN 978-2-268-01722-8, OCLC 30834699)